# سمبورن
سمبورن (به انگلیسی: Sambourne) یک روستا، آبادی و محله مدنی در بریتانیا است که در Stratford-on-Avon واقع شده‌است. سمبورن ۱٬۸۰۵ نفر جمعیت دارد.